# Singapores damlandslag i innebandy
Singapore damlandslag i innebandy representerar Singapore i innebandy på damsidan.

## Historik
Laget spelade sin första landskamp den 2 maj 1999, då man spelade 4-4 mot Australien.

### Fotnoter
1. ↑  ”International Floorball Federation”. http://www.floorball.org/default.asp?kieli=826&sivu=153&alasivu=153. Läst 22 augusti 2011.